# Fortaleza de Minas
Fortaleza de Minas è un comune del Brasile nello Stato del Minas Gerais, parte della mesoregione del Sul e Sudoeste de Minas e della microregione di Passos. È diventata una municipalità nel 1963.

## Posizione
La città è situata a 856 metri di altitudine. Le municipalità vicine sono Pratápolis, Itaú de Minas, Jacuí, Bom Jesus da Penha e São Sebastião do Paraíso.
Il più vicino aeroporto è a Ribeirão Preto. 

## Economia

### Turismo
Nonostante la piccola area è presente una varietà di paesaggi, tra colline e cascate. Ci sono tre alberghi e quattro ristoranti. Il São João è il fiume più importante. Ha cascate e grandi formazioni di rocce, in cui si usa fare canottaggio e kayak. Una delle cascate più rappresentative è quella di Cachoeira do Val, a 4 km dalla città. 

## Attività economiche
Miniere, servizi, piccola industria e agricoltura sono le principali attività economiche. L'economia è basata sull'estrazione del nichel e sull'industria dell'acido solforico. C'è una grande impresa: la Mineração Serra da Fortaleza, del gruppo Votorantim. Nel 2005, 501 lavoratori vennero impiegati in quest'industria. 
Ci sono circa 521 produttori agricoli per 18.000 ettari di terra, per un totale di 1800 persone impiegate nel campo dell'agricoltura. I raccolti principali sono caffè, banana, canna da zucchero, riso, fagioli e mais.

## Salute ed Educazione
Sono presenti tre cliniche al 2005. Il livello di alfabetizzazione sfiora l'85% e la speranza di vita i 74 anni (tra maschi e femmine).